# I Hate Myself and Want to Die
"I Hate Myself and Want to Die" é uma canção da banda americana de grunge Nirvana. Foi escrita por Kurt Cobain e lançada pela primeira vez em novembro de 1993, no álbum de compilação The Beavis and Butt-Head Experience.
A canção havia sido programada para ser lançada no lado B do single "Pennyroyal Tea", mas seu lançamento foi cancelado após a morte de Cobain em abril de 1994. Em abril de 2014, o single foi lançado em edição limitada de vinil sob o selo da Record Store Day, e alcançou a primeira posição na parada musical Hot Singles da Billboard.

## História e gravação
"I Hate Myself and Want to Die" nunca foi tocada ao vivo e só existem duas versões da canção gravadas em estúdio. A primeira é uma demo gravada em janeiro de 1993 por Craig Montgomery no estúdio da BMG Ariola no Rio de Janeiro, e a segunda versão foi gravada por Steve Albini no Pachyderm Studios em 15 de fevereiro de 1993, durante as sessões de gravação do terceiro e último álbum da banda, In Utero (1993). Originalmente era intitulada "2 Bass Kid", e a arte da canção trazia estampado um peixe.
A canção foi originalmente composta para o álbum no In Utero, que foi lançado em setembro de 1993, com a explicação de Cobain de que havia muitas canções "barulhentas" no álbum. Desse modo, a canção lançada pela primeira vez em novembro de 1993, como faixa de abertura do álbum de compilação The Beavis and Butt-Head Experience, que foi certificado como platina duplo nos Estados Unidos. Essa versão conta com a participação especial dos vocais de Mike Judge, que interpreta os personagens do título. A banda recebeu 60 000 dólares da gravadora Geffen Records pela canção. Ainda, a canção seria incluída no lado B do single "Pennyroyal Tea"  (lançado em abril de 1994), mas o lançamento foi adiado devido à morte de Cobain. O single foi relançado em abril de 2014, como parte do Record Store Day.
I Hate Myself and Want to Die foi um título provisório do álbum In Utero . De acordo com Tom Mallon, da Rolling Stone, Cobain abandonou o título pelo humor negro do título que temia ser mal interpretado por alguns críticos e fãs, além de ter sido convencido por Krist Novoselic, baixista do Nirvana, de que a banda poderia acabar com ações judiciais se o álbum fosse lançado com o título original. Cobain mudou o título do álbum para Verse Chorus Verse e, duas semanas depois, para o título final In Utero. Em entrevista de outubro de 1993 concedida à revista Rolling Stone, Cobain disse que o título era "tão literal quanto uma piada pode ser", classificando-o como "engraçado" e alegando que era uma referência à sua percepção pública "como um esquizofrênico irritado, aborrecido e surtado que quer se matar o tempo todo."

## Composição e conteúdo lírico
Apesar do título, a letra de "I Hate Myself and Want to Die" não contém nenhuma referência direta ao suicídio. No livro The Rough Guide to Nirvana, Gillian G. Gaar disse que a canção era "amigável e otimista" com um conteúdo lírico sem conexão com o título.
O interlúdio da canção traz Cobain recitando o poema "Deep Thought", do comediante americano Jack Handey.

## Recepção crítica
Em Tome uma caminhada no lado escuro: Rock and Roll Mitos, Lendas e Maldições, R. Gary Patterson comparou com a canção de John Lennon, Yer Blues, e "como uma tentativa de explicar a introspecção [Cobain]." Em 2015, a Rolling Stone colocou a canção no número 44 em uma lista de 102 canções do Nirvana, chamando-a de "uma peça contagiante de pop sujo".
O próprio Cobain não gostou da música, chamando-a de "chata" e dizendo que a banda "poderia escrever aquela música durante o sono". No entanto, Craig Montgomery que gravou a primeira versão demo ficou impressionado com a canção, elogiando seus riffs e ritmo. A canção é creditada pela cantora americana Cat Power na canção "Hate", presente em seu álbum The Greatest (2006)
Noel Gallagher, vocalista e guitarrista do Oasis, mencionou a música ao ser questionado sobre a inspiração do single "Live Forever" (1994), que foi produzido como uma resposta indireta ao pessimismo do movimento grunge:
"Lembro que o Nirvana tinha uma música chamada 'I Hate Myself and Want to Die' e eu reagi tipo 'Bem, eu não vou aceitar essa porra'. Por mais que eu goste [de Cobain] e toda essa merda, eu não vou aceitar isso... As crianças não precisam ouvir essas bobagens. Parece-me que havia um cara que tinha tudo e mesmo assim se sentia infeliz com isso."

## Histórico de lançamentos
| Gravação                     | Estúdio                                        | Produtor         | Lançamento                                                                                |
| ---------------------------- | ---------------------------------------------- | ---------------- | ----------------------------------------------------------------------------------------- |
| 19 a 21 de janeiro de 1993   | Ariola BMG, Rio de Janeiro, Brasil             | Craig Montgomery | With the Lights Out (2004)                                                                |
| 12 a 26 de fevereiro de 1993 | Pachyderm Studio, Cannon Falls, Minnesota, EUA | Steve Albini     | The Beavis and Butt-head Experience (1993) Pennyroyal Tea (1994) In Utero (deluxe) (2013) |

## Créditos
Nirvana
- Kurt Cobain – vocais e guitarra
- Krist Novoselic – baixo
- Dave Grohl – bateria

Produção
- Steve Albini – produtor, engenheiro de som
- Adam Kasper - engenheiro de som
- Bob Ludwig – masterização